# ارلون سیلوا
ارلون سیلوا (انگلیسی: Erlon Silva؛ زادهٔ ۲۳ ژوئن ۱۹۹۱) ورزشکار اهل برزیل است.
وی در مسابقات کشوری و بین‌المللی در مجموع برندهٔ ۵ مدال طلا، ۳ مدال نقره، ۲ مدال برنز شده‌است.